# 제35회 유럽 영화상
제35회 유럽 영화상은 2022년 12월 10일에 열린 시상식이다.

## 수상 및 후보

### 유러피안 작품상
- 슬픔의 삼각형 - 루벤 외스틀룬드 수상
- 알카라스의 여름 - 카를라 시몬
- 클로즈 - 루카스 돈트
- 코르사주 - 마리 크로이처
- 성스러운 거미 - 알리 아바시

### 유러피안 코메디상
- 굿 보스 - 페르난도 레온 데 아라노아 수상
- 캅 시크릿 - 한네스 소르 할도르손
- 균열 - 카트린 코르시니

### 유러피안 디스커버리상
- 스몰 바디 - 라우라 사마니 수상
- 107 마더스 - 페테르 케레케스
- 러브 달바 - 엠마뉴엘 니코트
- 아더 피플 - 알렉산드라 터핀스카
- 팜피르 - 드미트로 수홀리트키-솝추크
- 무슬림 걸즈 - 커드윈 아유브

### 유러피안 다큐멘터리상
- 마리우폴리스 2 - 만타스 크베다라비치우스 수상
- 어 하우스 메이드 오브 스플린터스 - 시몬 레렝 빌몽
- 틱톡커의 해피엔딩 - 수산느 레지나 미우레스
- 발코니 무비 - 파벨 로진스키
- 더 마치 온 로마 - 마크 코신스

### 유러피안 애니메이션상
- 개와 이탈리아 사람은 출입할 수 없음 - 알랭 우게토 수상
- 꼬마 니콜라 - 벤자민 마소브레 외 1명
- 나의 결혼 이야기 - 시그네 바우만
- 마이 네이버스 네이버스 - 레오 마챈드 외 1명
- 꿀꿀 - 마샤 할버스타드

### 유러피안 단편영화상
- 그래니스 섹슈얼 라이프 - 에밀리 피자르 외 1명 수상
- 아이스 머챈츠 - 호아오 곤잘레스
- 사랑해, 아빠 - 디아나 캠 반 응우옌
- 테크노, 마마 - 사울리우스 바라딘스카스
- 윌 마이 패런츠 컴 투 시 미 - 모 하라위

### 유러피안 감독상
- 슬픔의 삼각형 - 루벤 외스틀룬드 수상
- 클로즈 - 루카스 돈트
- 코르사주 - 마리 크로이처
- 에오 - 예르지 스콜리모프스키
- 성스러운 거미 - 알리 아바시
- 생토메르 - 앨리스 디옵

### 유러피안 여우주연상
- 코르사주 - 비키 크립스 수상
- 성스러운 거미 - 자흐라 아미르 에브라히미
- 어느 멋진 아침 - 레아 세이두
- 패러렐 마더스 - 페넬로페 크루즈
- 라비예 쿠르나즈 vs. 조지 W. 부시 - 멜텀 캡턴

### 유러피안 남우주연상
- 슬픔의 삼각형 - 즐라트코 버릭 수상
- 애프터썬 - 폴 메스칼
- 클로즈 - 이던 댐브린
- 갓랜드 - 엘리엇 크로세트 호브
- 노스텔지아 - 피에르프란체스코 파비노

### 유러피안 각본상
- 슬픔의 삼각형 - 루벤 외스틀룬드 수상
- 알카라스의 여름 - 카를라 시몬
- 알카라스의 여름 - Arnau Vilar
- 벨파스트 - 케네스 브래너
- 클로즈 - 루카스 돈트
- 클로즈 - 안젤로 티센스
- 성스러운 거미 - Afshin Kamran Bahrami
- 성스러운 거미 - 알리 아바시

### 유러피안 촬영상
- 말없는 소녀 - 케이트 맥컬러프 수상

### 유러피안 편집상
- 버닝 데이즈 - Ozcan Vardar 외 1명 수상

### 유러피안 오리지널 스코어상
- 에오 - Paweł Mykietyn 수상

### 유러피안 사운드상
- 더 홀 - Simone Paolo Olivero 외 5명 수상

### 유러피안 프로덕션 디자인상
- 벨파스트 - Jim Clay 수상

### 유러피안 사운드 효과상
- 서부 전선 이상 없다 - Frank Petzold 외 2명 수상

### 유러피안 의상디자이너상
- 벨파스트 - 샤롯 월터 수상

### 유러피안 헤어&메이크업상
- 서부 전선 이상 없다 - 하이크 머커 수상

### 유러피안 대학영화상
- 에오 - 예르지 스콜리모프스키 수상

### 올해의 유러피안 공동제작상
- Ukrainian producers 수상

### 유러피안 월드 시네마상
- 엘리아 술레이만 수상

### 젊은 관객상
- 애니멀 - 시릴 디옹 수상

### 유러피안 공로상
- 마가레테 폰 트로타 수상

### EFA 혁신적인 스토리텔링
- 마르코 벨로치오 수상

### 유러피안 지속가능성상
- European Green Deal of the European Commission 수상